# 惟喬神社
惟喬神社（これたかじんじゃ）は、京都市北区雲ケ畑出谷町にある神社。旧社格は村社。

## 祭神
- 惟喬親王（これたかしんのう）

## 歴史
祭神である惟喬親王は文徳天皇の第一皇子であり、幼少から聡明で次の皇位を嘱望される人物であった。しかし、時の権力者である右大臣藤原良房の娘と文徳天皇の間に第四皇子である惟仁親王（後の清和天皇）が生まれると、親王は良房らの圧力により皇位を奪われ、都を離れなくてはならなくなった。
神社のある雲ケ畑町に残る伝承として、親王は867年（貞観9年）に現在の桟敷ヶ岳辺りに隠棲していたが、翌年には乳母の招きで岩屋畑（現・北区雲ケ畑）の地に迎えられて造営された高雲宮（現在の雲ケ畑出張所付近）に移り住み、出家後は耕雲入道を名乗り耕雲殿（現在の高雲寺）を営んだとされる。そこで親王が書写された大般若経最初の一巻が現在も遺されている。間もなく病を得て余命が残りわずかであると悟った親王は、『この地は内裏の上流であり墓所とするには失礼である。山向こうに移りたい』と述べた。村人たちと別れを惜しみつつ、岩屋山を越えた東河内（現・北区大森東町）に向かわれたというものがある。
神社は、親王の遺徳を偲んだ臣下や村人たちによって創建されたとされており、後に時代が下ると木地師の祖として京都や滋賀の山間部にて惟喬親王に対する信仰が強かったことが影響しているとされている。
惟喬親王が愛育されていた雌鳥（蒼鷹・オオタカという説がある）が死んだこの地に祠を建てられたと云われている。また惟喬親王が亡くなられた時に雌鳥の鳴き声がしたと云われていることから、惟喬神社は雌宮や雌鳥社とも呼ばれている。

## 境内
境内には、山の神を信仰する目的から大山祇神社も祀られている。

## 現地情報
所在地
- 京都府京都市北区雲ケ畑出谷町岩ノ奥42

交通アクセス
- 最寄バス停：コミュニティバス・雲ケ畑バスもくもく号 バス停｢雲ケ畑岩屋橋｣近く

周辺
- 桟敷ヶ岳